# Arfgoodroute
De Arfgoodroute (Nederlands:Erfgoedroute) is een 41 kilometer lange bewegwijzerde fietsroute van de ANWB door het oosten van de Achterhoek en een stukje van Duitsland. De route verbindt meerdere toeristische attracties met cultuurhistorische waarde voor de regio. De route ligt grotendeels in de gemeente Oost Gelre.

## Verloop van de route
De routebeschrijving begint bij Erve Kots in Lievelde (maar aangezien de route rondgaat en na 41 kilometer weer op hetzelfde punt terugkomt, kan op ieder punt van de route worden gestart). 
Vervolgens gaat de route naar Groenlo waar onder andere het stadsmuseum en stoomhoutzagerij Nahuis bekeken kunnen worden. Via het door ontginning ontstane natuurpark De Leemputten gaat de route de grens over naar Zwillbrock, waar de in barokstijl uitgevoerde Sint-Franciscuskerk staat. Bij Zwillbrock vervolgt de route langs het natuurpark het Zwillbrocker Venn en het biologisch station aldaar. Langs het agrarische kerkdorp Meddo gaat het naar Vragender, waar de korenmolen de De Vier Winden nog in gebruik is. Het Vragenderveen is met excursies toegankelijk. Langs de Engelse Schans voert de route terug naar het beginpunt in Lievelde.